# Aristobul (pintor)
Aristobul (grec antic: Ἀριστόβουλος, llatí: Aristobūlus) fou un pintor grec esmentat per Plini el Vell que li dona el qualificatiu de Syrus, potser en referència a una de les illes Cíclades, Siros.